# EBSILON Professional
Ebsilon Professional (Eigenschreibweise: EBSILON Professional) ist eine kommerzielle Software des Unternehmens Iqony Solutions GmbH zur Modellierung thermodynamischer Prozesse. Die Software wird hauptsächlich bei der Modellierung und Optimierung von Kreisprozessen in Kraftwerken verwendet.

## Entstehung
Die Software wurde 1991 von Johannes Janicka als Simulationswerkzeug quasistationärer, thermodynamischer Prozesse für MS-DOS entwickelt. Nach Fertigstellung der ersten Version übernahm das Unternehmen SOFBID – ansässig in Zwingenberg und später an STEAG verkauft – den Vertrieb, womit es Einzug in die Branche der Kraftwerksbetreiber fand.

## Einsatz
Als Programm für die Modellierung von thermodynamischen Prozessen bietet die Software die Möglichkeit, verschiedene Arten von Kreisprozessen (Kältemaschine, Dampfkraftwerk, Blockheizkraftwerk, Gasturbinen, …) abzubilden und hinsichtlich ihrer Effizienz und Teillastverhalten zu bewerten. Haupteinsatzzweck der Software ist das Erstellen von neuen Kraftwerkskreisläufen und die Abbildung bestehender Kraftwerke zum Zweck des Performance Monitoring (Leistungsüberwachung, Wirkungsgradüberwachung).
In neueren Versionen wurden auch Bauteile zur Modellierung solarthermischer Kraftwerke wie z. B. Heliostatenfelder oder Parabolrinnen hinzugefügt.

## Funktionsweise
Ebsilon Professional besitzt eine grafische Oberfläche, auf der durch Symbole dargestellte vorgefertigte Bauteile (z. B. Turbinen, Wärmeübertrager, Kondensatoren) erstellt und diese mit Hilfe von Leitungen miteinander verbunden werden. Ebsilon enthält 170 vorgefertigte Bauteile und eine Auswahl von Arbeitsfluiden, darunter Kohle, Erdgas, Öl, Thermofluide, Wasserdampf, Abgas und binäre Gemische. In jedem Bauteil sind charakteristische (nicht-lineare) Gleichungen hinterlegt, die in eine Rechenmatrix eingetragen und bei Start der Simulation zunächst linearisiert und anschließend mit einem impliziten Gauß-Seidel-Algorithmus iterativ gelöst werden. Bei der Berechnung der Fluiddaten nutzt die Software u. a. Standardbibliotheken wie die Wasser-Dampf-Tafel IAPWS-IF 97, REFProp (für organische Fluide), Coolprop und TREND.
Der Nutzer kann anhand von Funktionen, z. B. Polynomen, eigene Fluide zu definieren und diese in den Standardbauteilen verwenden. Neben benutzerdefinierten Fluiden gibt es ebenso die Option, eigene Bauteile zu programmieren. Dabei wird ein Scripting-Bauteil auf der Benutzeroberfläche erstellt, dessen Gleichungen in einer Pascal-basierten Skriptsprache programmiert werden. Mit der Makro-Funktion kann man beliebige Bauteile miteinander verschalten, diese Kombination als eigenständiges Bauteil festlegen und in verschiedenen Modellen verwenden.
Des Weiteren verfügt die Software über Schnittstellen zu Bildbetrachtungs-, Präsentations- und Tabellenkalkulationsprogrammen. Dadurch können Vorgabewerte ein- und Ergebnisse ausgelesen sowie Modelle mit Bildern und Präsentationen veranschaulicht werden. Durch benutzerdefinierte Fluide, Bauteile und Makros lässt sie sich neben der klassischen Verwendung für thermodynamische Kreisprozesse auch bedingt auf andere Bereiche wie z. B. Verfahrenstechnik (Abbildung chemischer Prozesse) erweitern.

## Rechenmodi
Ebsilon Professional bietet verschiedene Rechenmodi an, um ein Modell zu charakterisieren. Im „Design“-Modus werden die vom Benutzer vorgegebenen Werte (Druck, Massenstrom, Enthalpie) als Auslegungszustand definiert und die Ergebnisse anhand der in den Bauteilen abgelegten Gleichungen berechnet, während im „Off-Design“-Modus das Teillastverhalten der Schaltung anhand von physikalischen Gleichungen, Polynomen und Kennlinien berechnet wird. Im „Identification“-Modus werden die Ausgabewerte nicht anhand der in den Bauteilen hinterlegten physikalischen Gleichungen berechnet, sondern von Messdaten/-stellen eingelesen und entsprechende Wirkungsgrade ermittelt.
Der „Validation“-Modus ermöglicht dem Nutzer eine Messwertvalidierung (nach VDI 2048) durchzuführen. Hiermit kann unter Berücksichtigung von Energie- und Massenbilanzen der statistisch wahrscheinlichste Systemzustand ausgerechnet werden.
Ab der Version 10 ist es möglich, instationäre Berechnungen durchzuführen, wodurch die Lastwechsel in einem Kraftwerk abgebildet werden können.

## Schnittstellen
Durch Object-Linking-and-Embedding-Objekte erlaubt Ebsilon die Einbettung von Tabellenkalkulations- oder Textverarbeitungsdokumenten zur Veranschaulichung von Modellen. Darüber hinaus bietet EbsOpen die Möglichkeit, mit Component-Object-Model-kompatiblen Programmen zu kommunizieren. So kann man z. B. Spezifikationswerte mit Matlab oder Excel auslesen, verändern und wieder auf das Simulationsmodell zurückschreiben. Durch die COM-Schnittstelle kann der Nutzer mit einem externen Programm auf alle Funktionen eines bestehenden Modells zugreifen.